# مداخله الهی (الهیات)

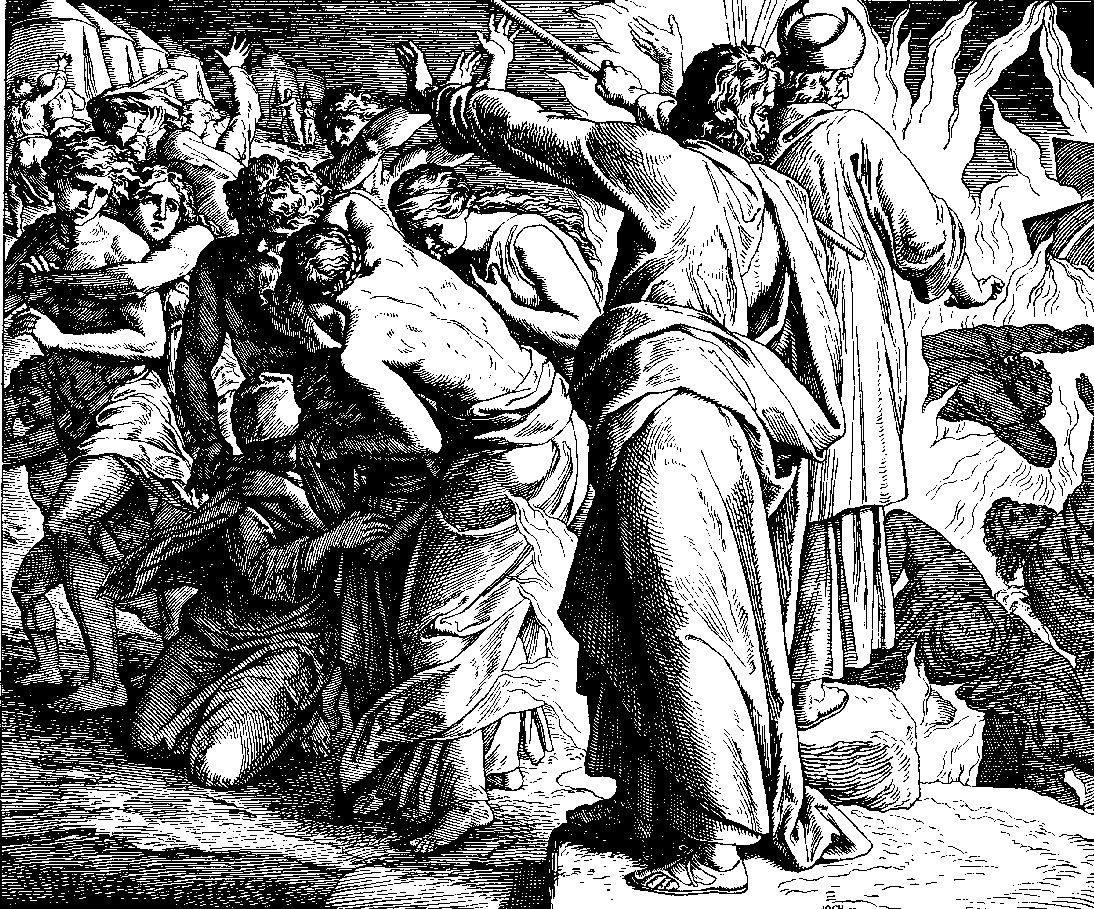
"شورش کوره"، یک قطعه چوبی ۱۸۶۰ توسط ژولیوس اشنور فون کارولسفلد. خداوند زمین را شکافته تا قارون و پیروانش را ببلعد به خاطر شورش آنها علیه موسی.

مداخله الهی (انگلیسی: Divine intervention) رویدادی است که زمانی رخ می‌دهد که یک الوهیت (یعنی خدا یا یک خدا) به‌طور فعال در تغییر وضعیتی در امور انسانی دخالت می‌کند. در مقابل سایر انواع اعمال الهی، تعبیر «مداخله الهی» به این معناست که نوعی موقعیت یا وضعیت قابل شناسایی وجود دارد که خدا انتخاب می‌کند تا با آن به منظور تغییر، پایان دادن یا حفظ آن موقعیت مداخله کند.
داستان‌های مداخله الهی معمولاً شامل یک داستان پس‌زمینه است که نشان می‌دهد «وضعیت» چیست و چرا خدای داستان مداخله می‌کند. اغلب خدا برای کمک یا محافظت از کسی یا چیزی که مورد لطف خداست وارد عمل می‌شود. یک داستان نمونه اولیه از مداخله الهی را می‌توان در اساطیر هندو، در داستان ناراسیما یافت. در داستان، پادشاه دیو، هیرانیاکاشیپو از برهما ضمانت گرفته‌است که نه توسط انسان و نه حیوان، نه در داخل خانه و نه در بیرون، نه در روز و نه در شب نمی‌تواند کشته شود. هیرانیاکاشیپو که احساس آسیب‌ناپذیری می‌کند، شروع به آزار و شکنجه جانبازان ویشنو می‌کند که از آنها متنفر است. پسری به نام پراهلادا از ویشنو برای کمک دعا می‌کند. ویشنو دعای او را می‌شنود و خود را به صورت ناراسیمها (نیمه انسان، نیمه شیر) نشان می‌دهد و در هنگام غروب (نه در روز و نه در شب) هیرانیاکاشیپو را در درگاهی (نه در داخل خانه و نه بیرون) می‌کشد.